# 武寧王陵

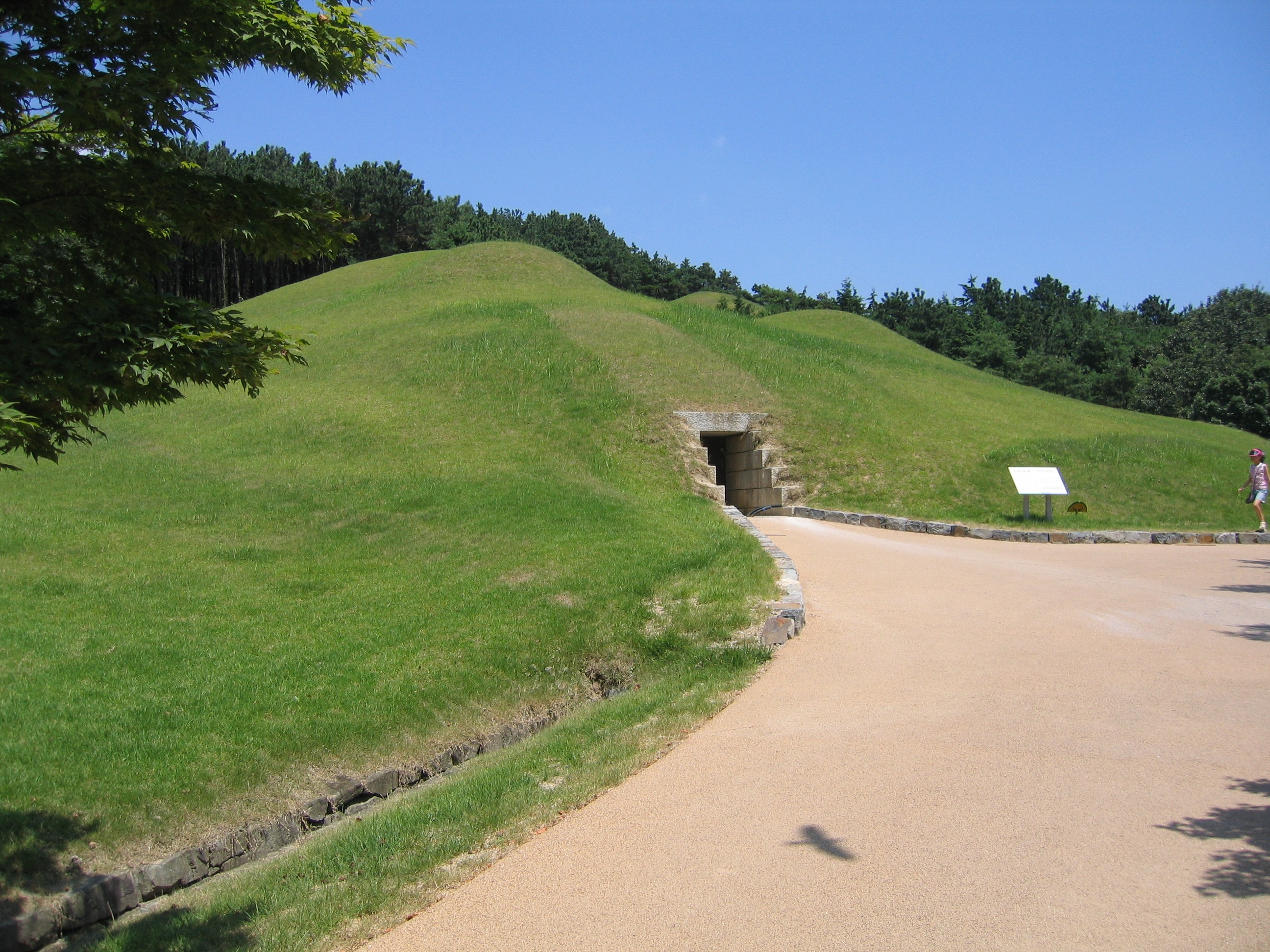
武寧王陵 墳丘全景

武寧王陵（ぶねいおうりょう）は、大韓民国忠清南道公州市にある古墳。宋山里古墳群（大韓民国指定史跡第13号）を構成する古墳の1つ。
百済第25代王の武寧王とその王妃の陵とされる。1971年にそれまでに発掘された古墳群に貯まる水を抜く設備を整える工事中に、偶然、武寧王陵が発見された。

## 概要

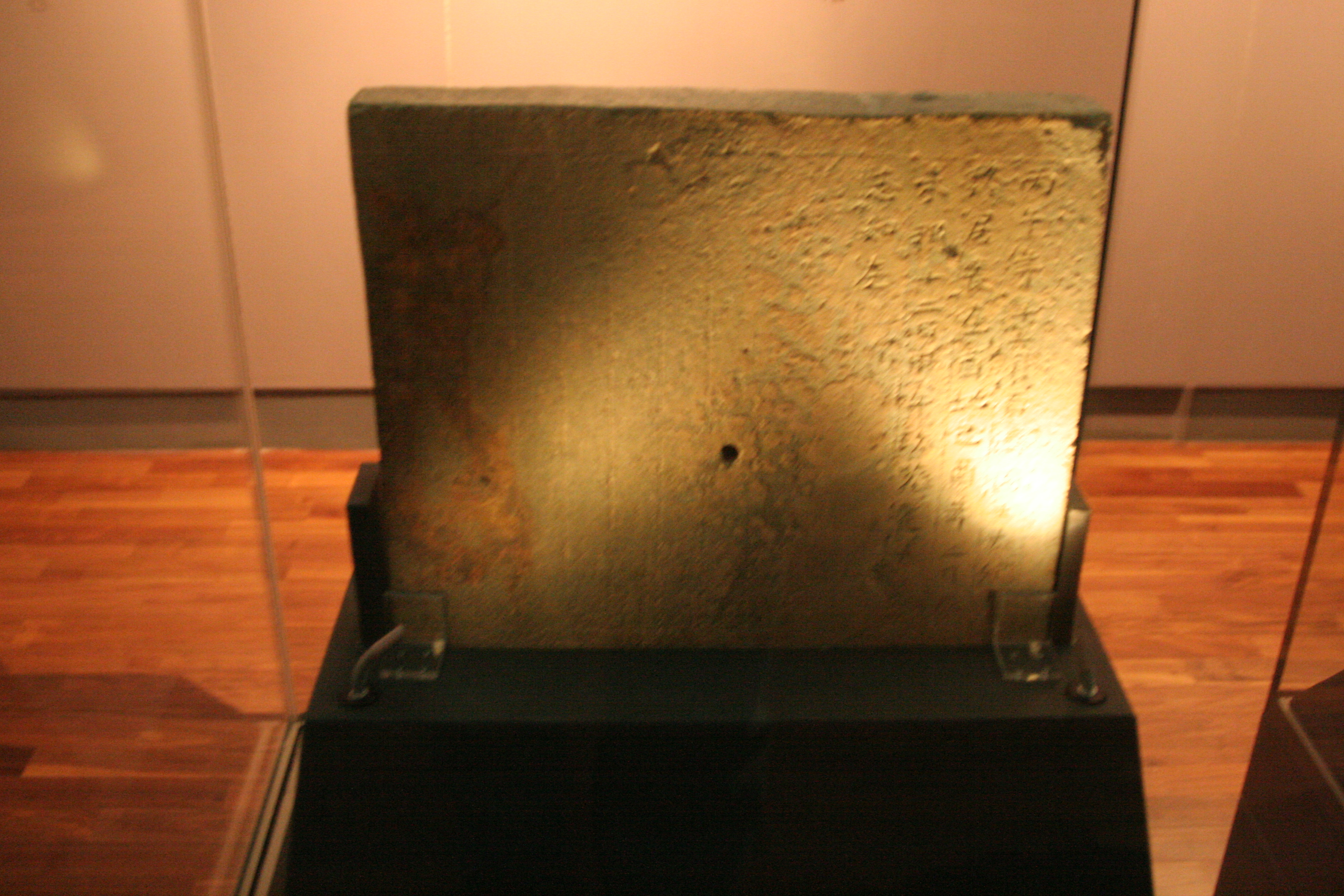
墓誌（国立公州博物館展示）

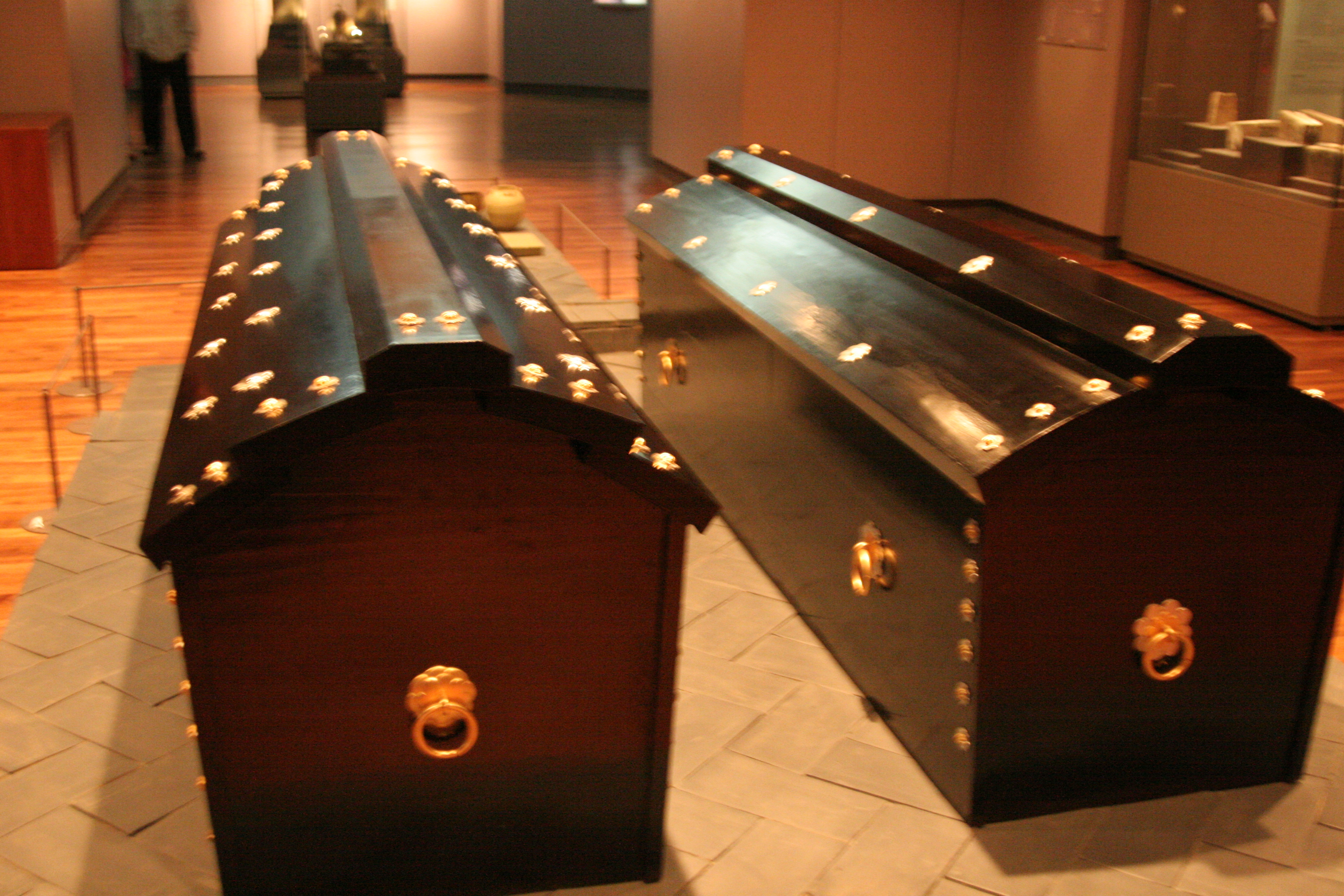
木棺（復元、国立公州博物館展示）

1971年に忠清南道公州市（かつての熊津）の宋山里古墳群から墓誌が出土し、王墓が特定された。墓誌（大韓民国指定国宝第163号）には、

「寧東大将軍百済斯麻王、年六十二歳、 癸卯年（523年）五月丙戌朔七日壬辰崩到」
と記され、王の生没年が判明する貴重な史料となっている。古墳は王妃を合葬した磚室墳で、棺材が日本にしか自生しないコウヤマキ（高野槙）と判明したことも大きな話題となった。このほか、金環の耳飾り、金箔を施した枕・足乗せ、冠飾などの金細工製品、中国南朝から舶載した銅鏡、陶磁器など約3000点近い華麗な遺物が出土した。
付近は宋山里古墳群として、百済が公州を王都とした時期の王と王族の墓が約10基あり、これまで1号墳から7号墳（武寧王陵）まで発掘されている。1号墳から5号墳は石造りの横穴式石室構造で、武寧王陵と6号墳はレンガ造り（磚室墳）である。
発見された2つの墓誌石や副葬品からは、高句麗の徳興里古墳のような、被葬者の仏教信仰を立証するものは見付からなかったが、金製冠飾・木机・足座などの装飾に用いられた忍冬唐草文や蓮華文は、中国南朝の仏教美術の粋を集めた「仏教に関係のふかい文様」である。墓室や羨道の側壁を飾る蓮華文塼のなかの一つには、「士 壬辰年作」の銘があり、隣接する6号墳でも「梁官品為師矣」の箆書銘の入った蓮華文塼が発見された。これらによって、王陵を飾った塼は、中国南朝梁の官瓦を模倣として作られたこと、そして壬辰年（512年）に製作が開始されたことがわかる。
百済瓦当は、素弁八葉蓮華文を主体とした南朝様式が主流を形成したが、その起源をなすものが武寧王陵と6号墳の蓮華文塼である。

## 博物館・展示館
武寧王陵と宋山里古墳の周辺に、出土した文物を展示する博物館・展示館がある。
- 国立公州博物館（국립공주박물관）：出土した金製冠装飾など多くの韓国国宝が展示されている[5]。
- 熊津百済歴史館
- 宋山里古墳群模型展示館

## 発掘品

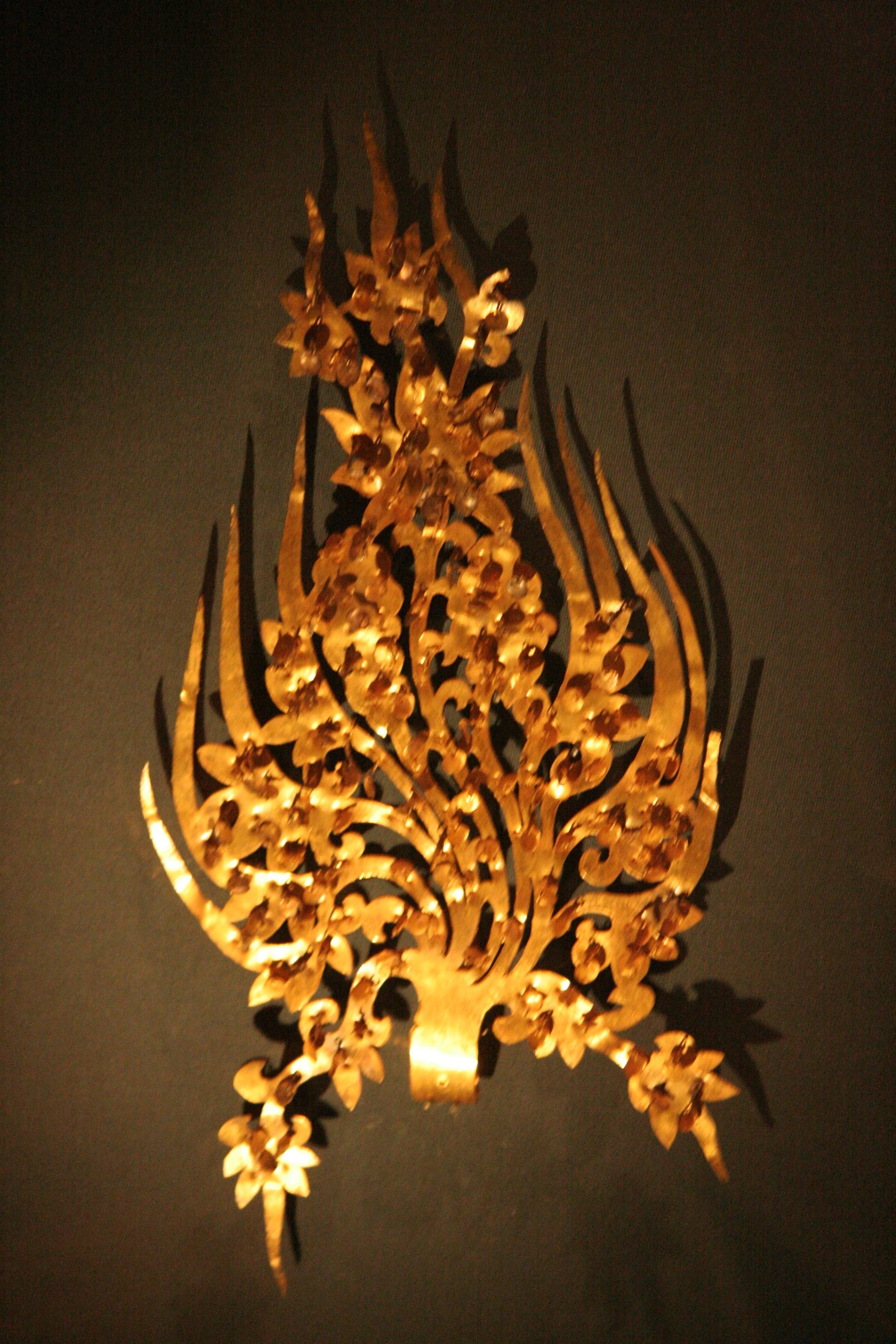
王の冠飾り （国宝154号）
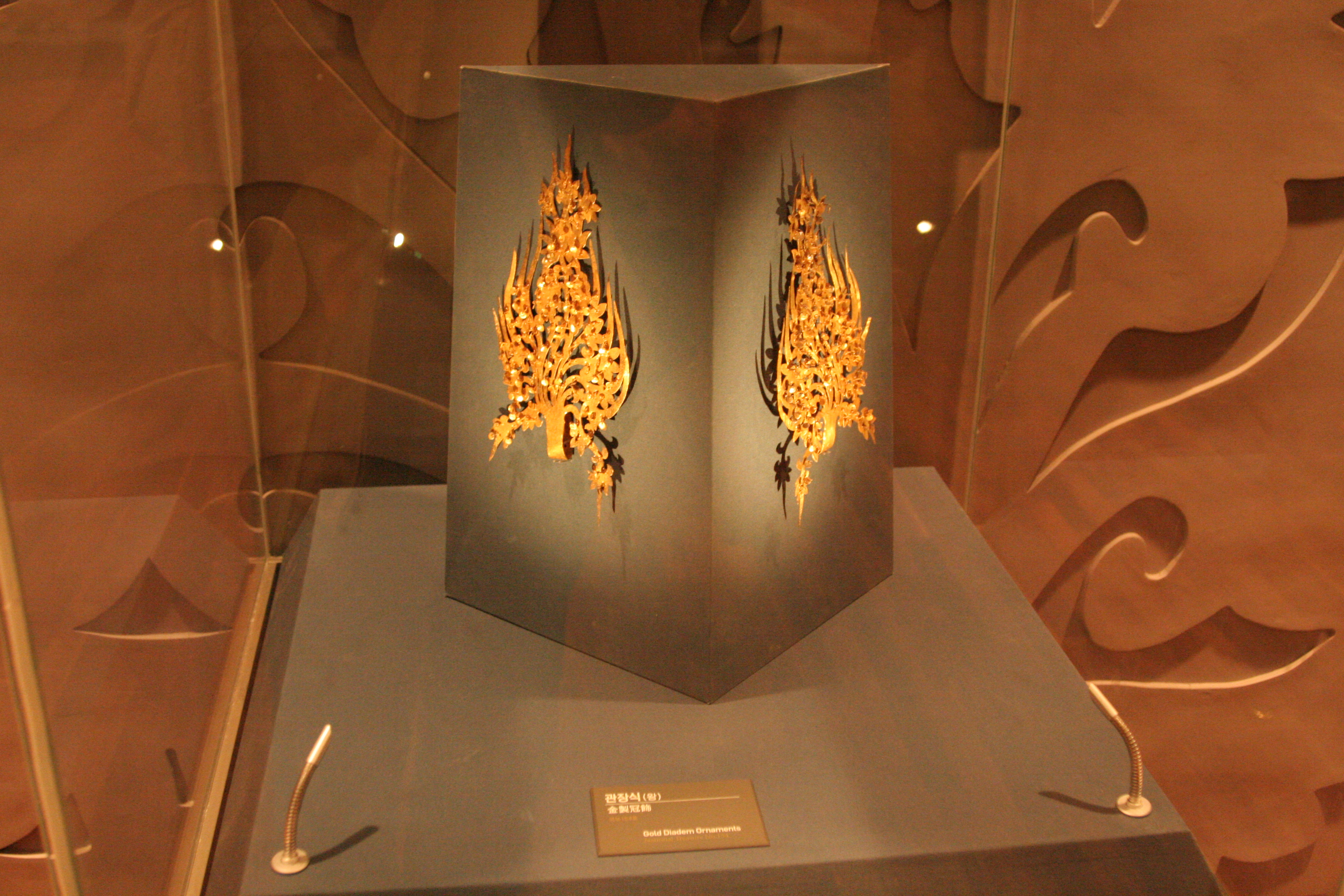
王の冠飾り・拡大 （国宝154号）
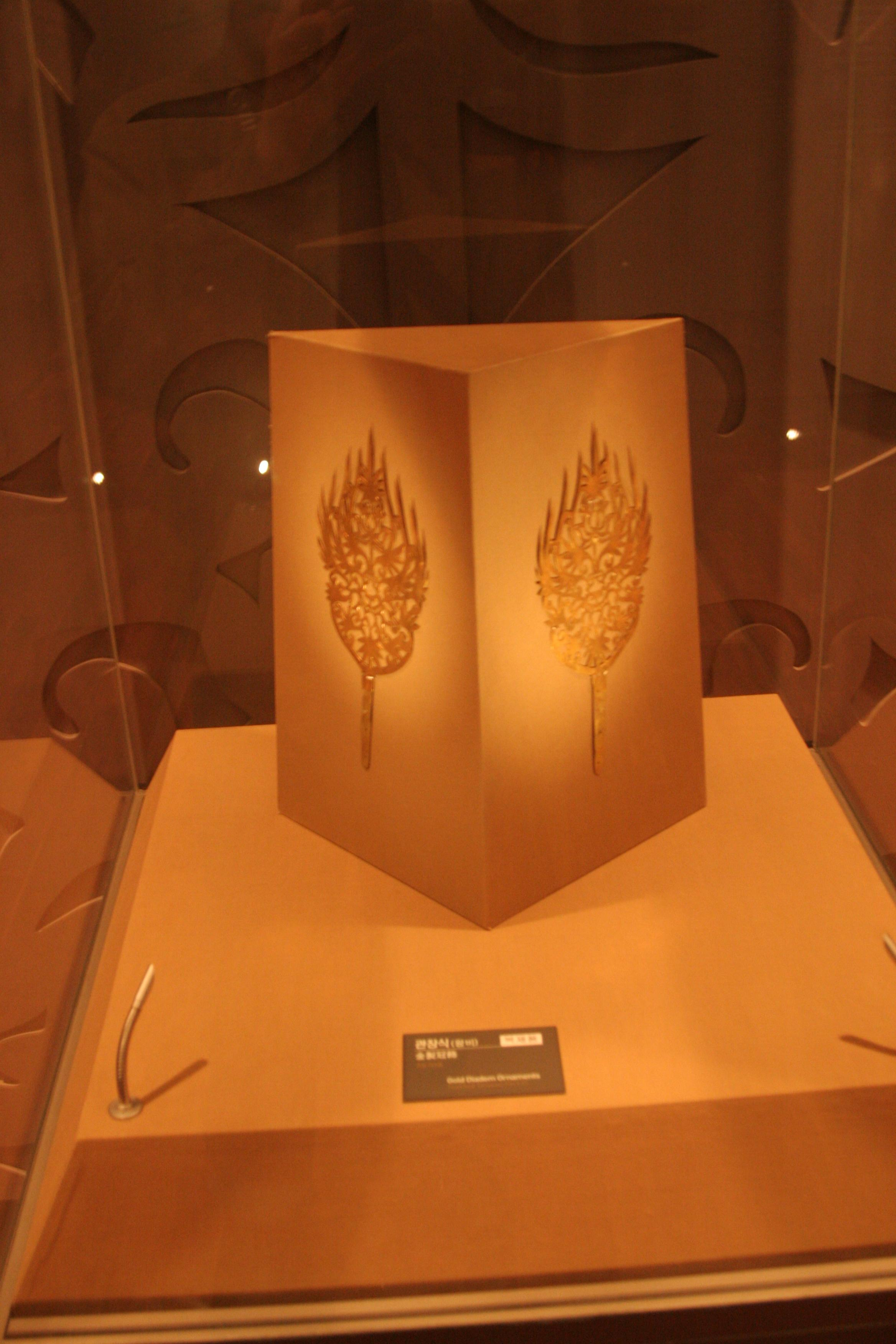
王妃の冠飾り・拡大 （国宝155号）
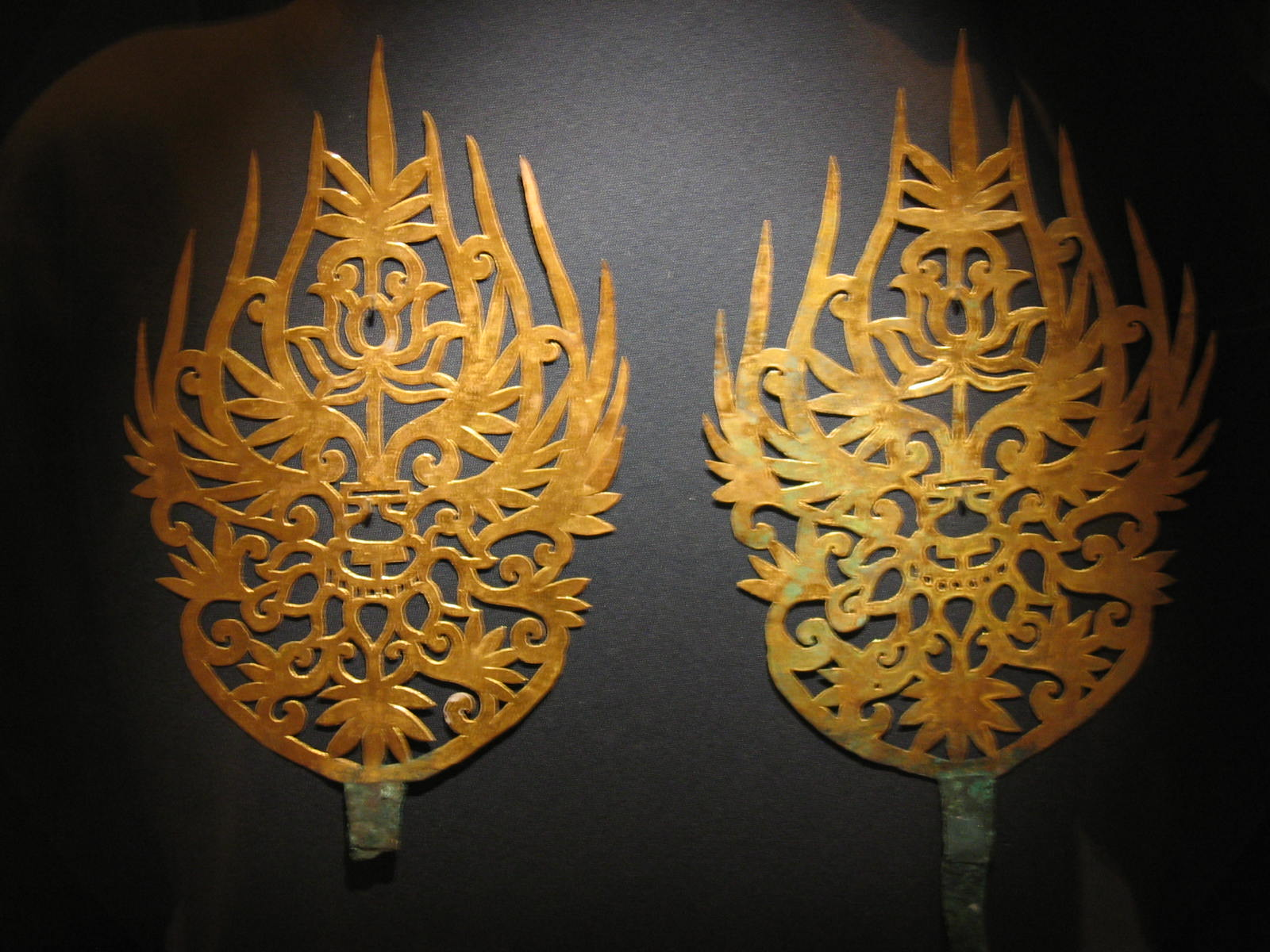
王妃の冠飾り （国宝155号）
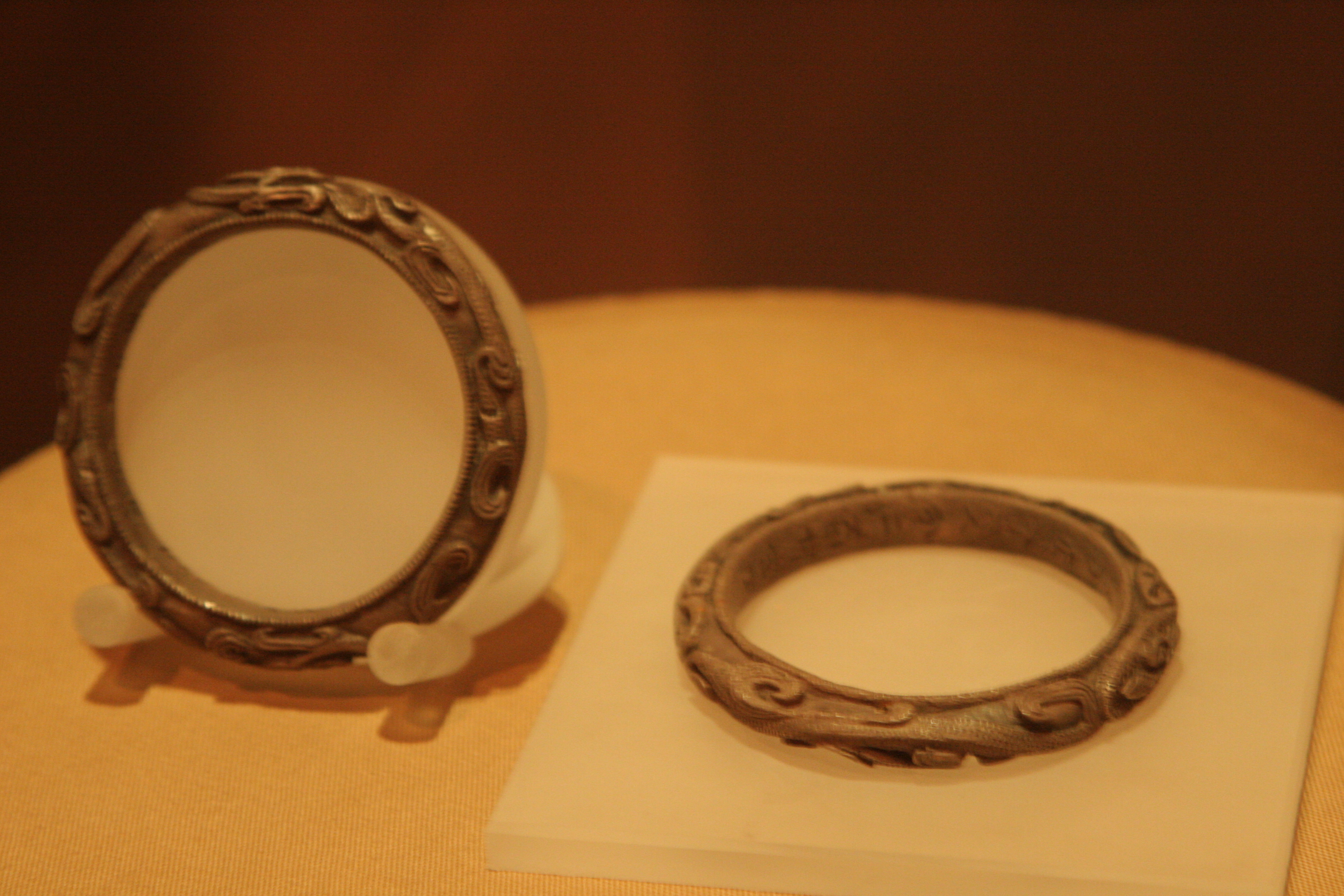
王妃のブレスレット (銀製)
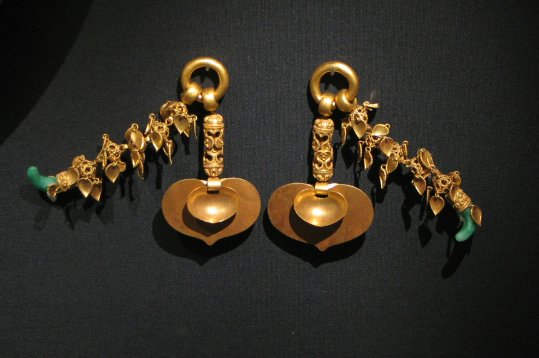
王の金製耳飾 (拡大) （国宝156号）
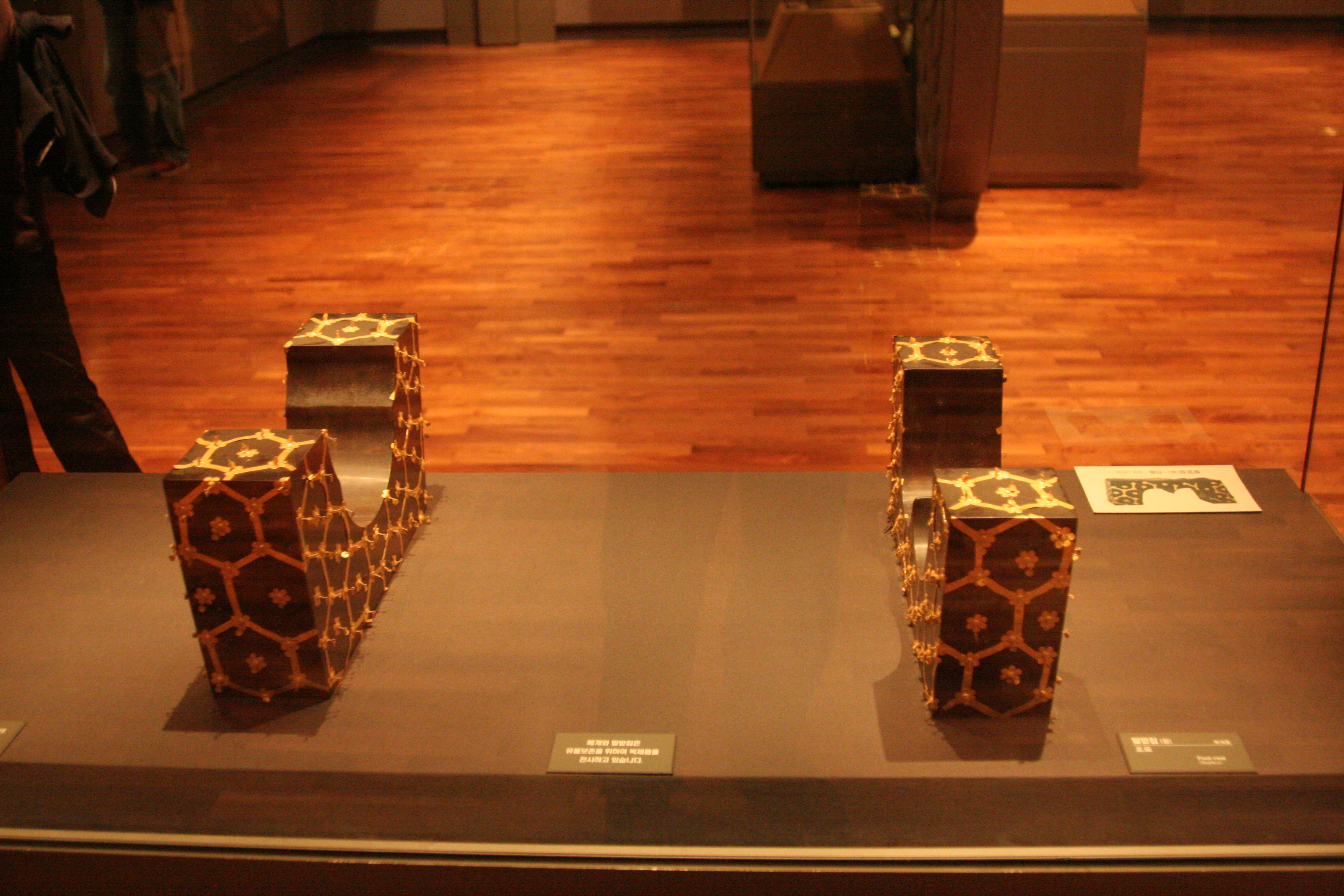
王の足台 （国宝165号）
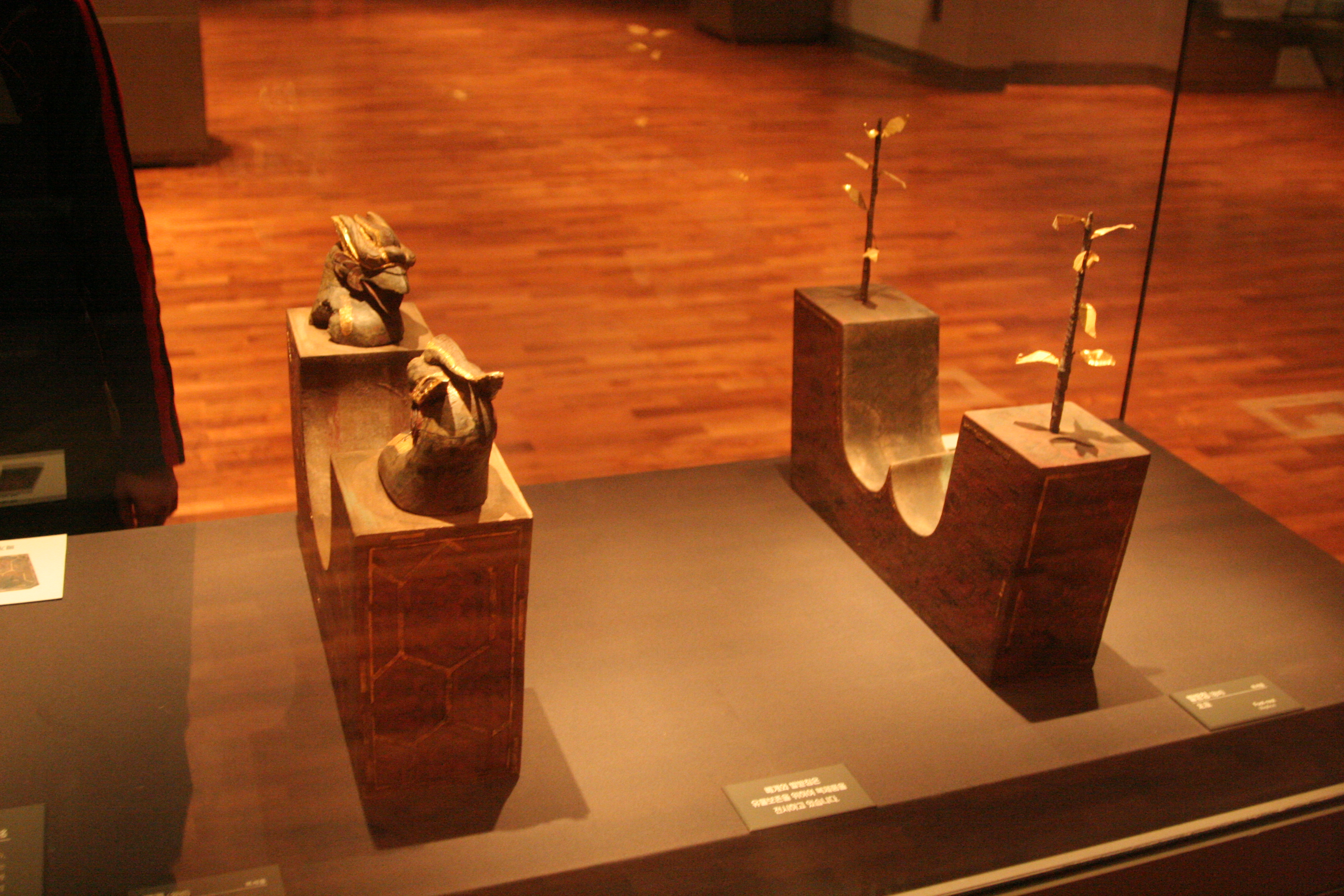
王妃の足台
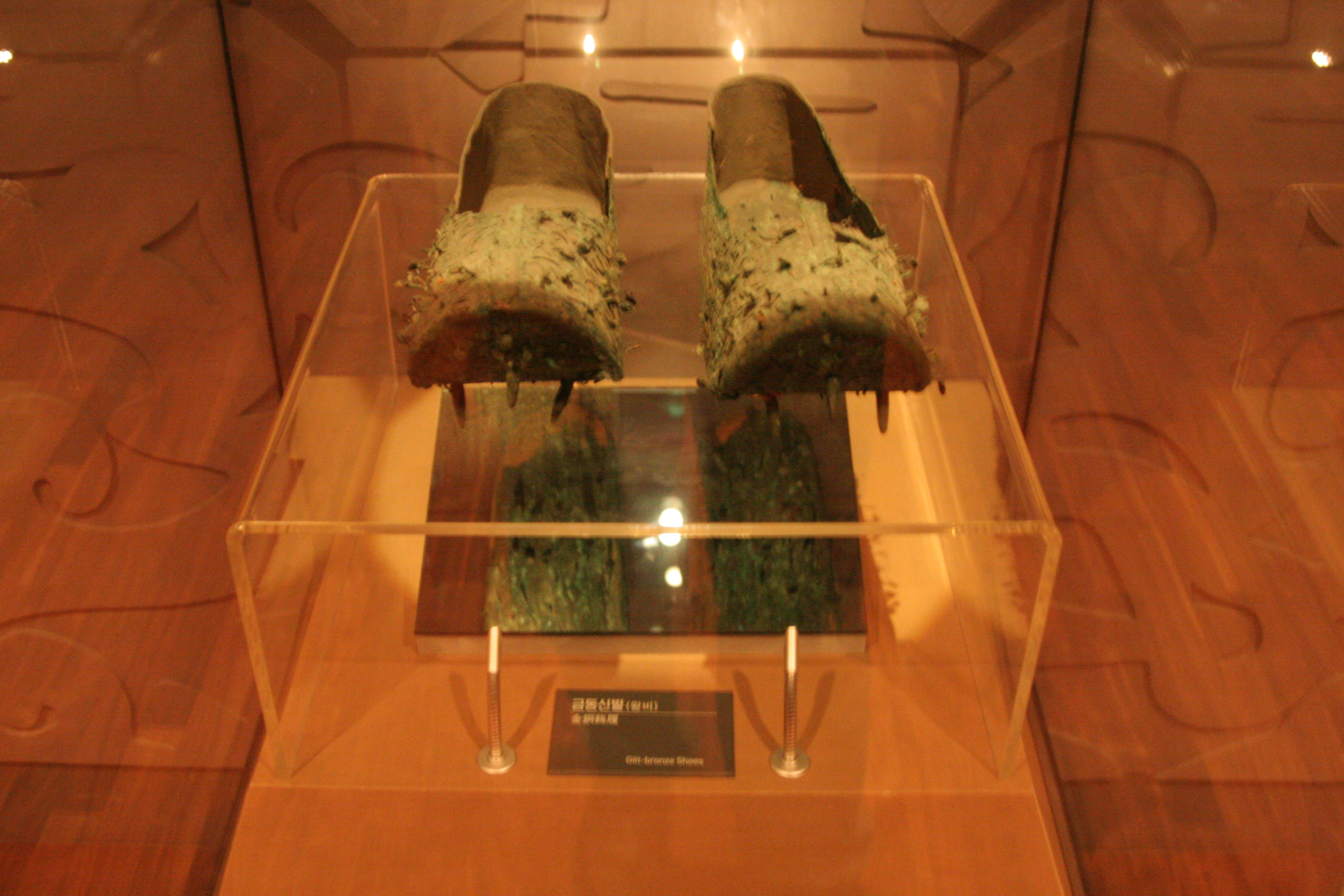
王の靴

（国宝160号）
- 王の金製耳飾 (拡大)
（国宝156号）
- 王の足台
（国宝165号）
- 王妃の足台
- 王の靴

## 関連文献

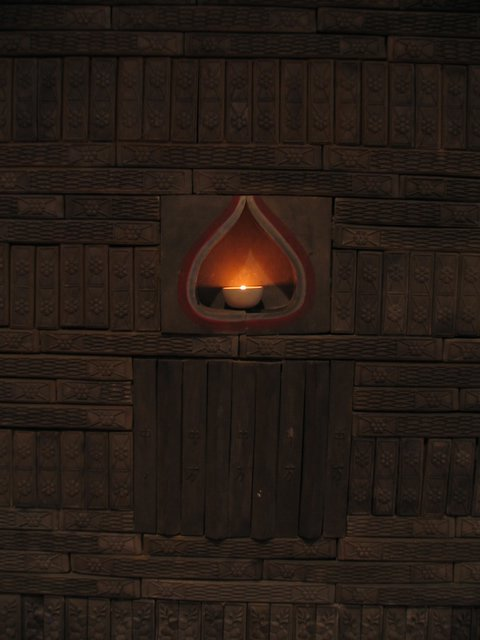
武寧王陵の内部

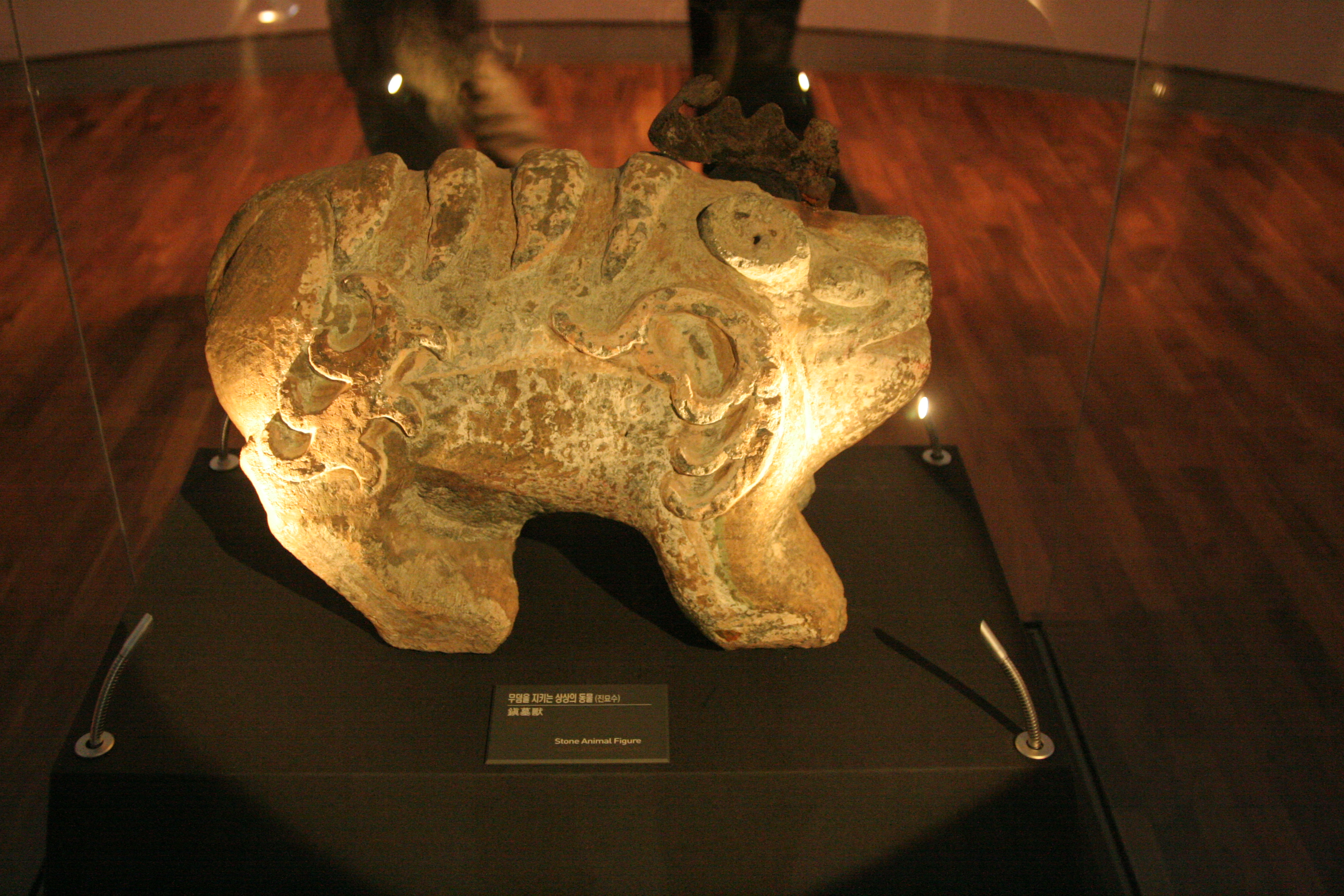
鎮墓獣

- 金元龍 著「武寧王陵と出土遺物」、大川清 編『百済の考古学』雄山閣出版、東京〈考古学選書 ; 5〉、1972年。全国書誌番号:73007300。
- 佛敎藝術學會（編）「佛敎藝術 = Ars buddhica」第89号、毎日新聞出版、1972年12月、doi:10.11501/7925690。
- 江上波夫「特集 1・天皇陵を推理する--<原色版・グラビア> 公州武寧王陵」『芸術新潮』第24巻1 (277)、新潮社、1973年、3-20頁、doi:10.11501/6048528。
- 『韓国美術全集 : 日本語版』同和出版公社; 大日本絵画巧芸美術 (発売)、ソウル (発売=東京)、1974-1975。全国書誌番号:75049081。
- 竹内理三ほか 編「公州宋山里百済武寧王陵玄室南壁面図」『日本歴史地図 原始・古代編 (下)』柏書房、1982年7月。全国書誌番号:82042262。
  - 竹内理三ほか 編「公州宋山里百済武寧王陵玄室南壁面図」『日本歴史地図 原始・古代編 (下)』柏書房、1982年7月。全国書誌番号:82042262。
- 亀山襄二「136 公州城宋山里古墳群国立武寧王陵」『韓国名勝・旧跡めぐり』時潮社、1990年9月。全国書誌番号:91047763。
- （朝鮮語）『百濟武寧王陵硏究論文集 (백제 무녕 왕릉 연구 논문집)』1号、公州大學校百濟文化開發硏究院、1993年。
- 扶餘文化財研究所; 國立公州博物館 (2001) (朝鮮語). 武寧王陵과 東亞細亞 文化 : 무령왕릉 발굴 30주년 기념 국제학술대회. "국립부여문화재연구소. NCID BB05063053
- 朴淳發『百済国家形成過程の研究 : 漢城百済の考古学』六一書房、2003年6月。全国書誌番号:20428972。
- 亀井明德 著「公州・武寧王陵墓出土青瓷碗再研討」、亜州古陶瓷学会専修大学文学部 編『亜州古陶瓷研究 = Asian ceramic studies 1』亜州古陶瓷学会, 2004.4、川崎。全国書誌番号:22598885。
- 栄原永遠男 編「武寧王買地券の出土状況 韓国公州市・宋山里古墳群」『神仏と文字 (文字と古代日本』4号、平川南; 沖森卓也; 栄原永遠男; 山中章 (編)、吉川弘文館、2005年10月、1366頁。全国書誌番号:20887915。
- 유, 혜선; 김, 규호; 강, 형태; 이, 윤희; 조, 효석; 김, 동건; 이, 은진; 전, 현실 et al. (2005) (朝鮮語). 武寧王陵 : 출토 유물 분석 보고서. 國立公州博物館 研究叢書. 국립공주박물관. NCID BA76120193
- 山本孝文『三國時代律令의 考古學的研究』서경문화사、2006年。 NCID BA80285164。
- 國立公州博物館 (2009) (ko, en, ja, zh). 武寧王陵 : 新報告書 (King Muryeong's tomb). 國立公州博物館研究叢書. 국립공주박물관. ISBN 9788970596129. NCID BB03973046
- 한국고고학회、庄田慎矢、山本孝文、武末純一『概説韓国考古学』同成社、2013年。 NCID BB13659977。
- (ko, en, ja, zh) 武寧王陵 : 新報告書 (Muryŏng wangnŭng: sin pogosŏ). 國立公州博物館. (2013). ISBN 9788988502853. OCLC 940973156
- 山本孝文『古代朝鮮の国家体制と考古学』吉川弘文館、2017年。 NCID BB24980301。
- 山本孝文『古代韓半島と倭国』中央公論新社〈中公叢書〉、2018年。 NCID BB25431943。

### 展覧会図録
1973年 資料館開館の記念展

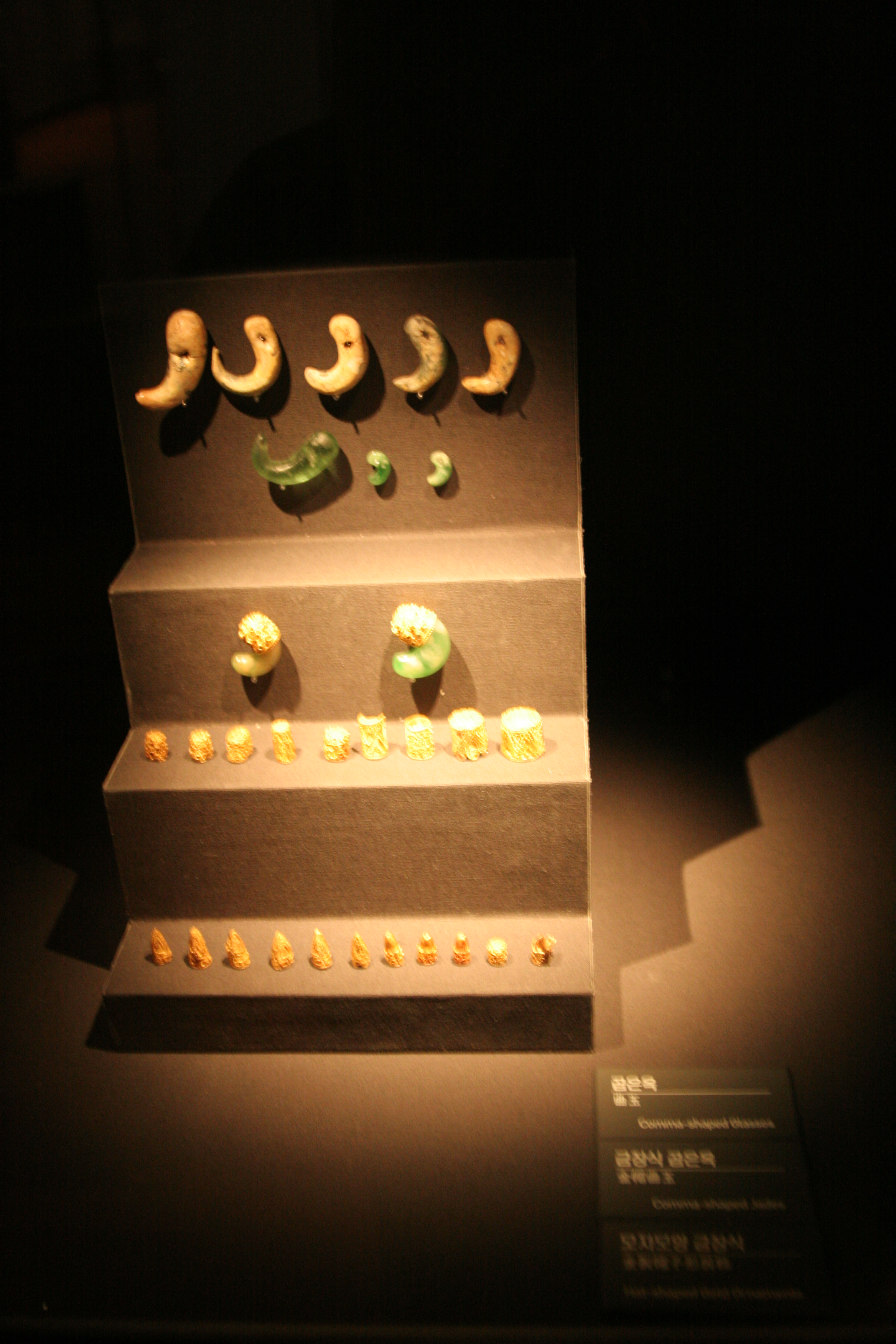
勾玉。下2段は金の装飾付き

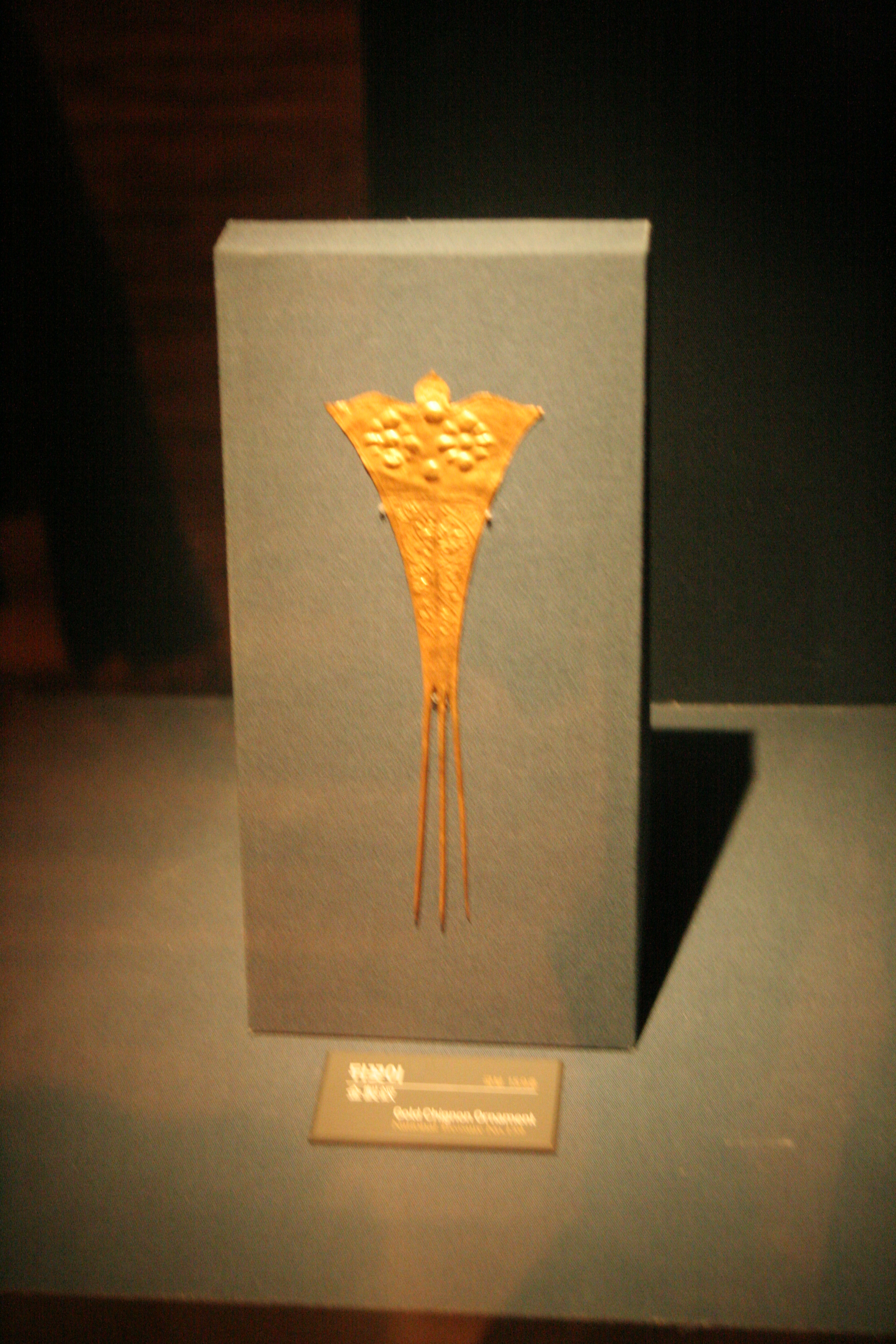
(右) 王の金製の髪飾り
（国宝159号）

- 國立公州博物館 (1973) (朝鮮語). 百済武寧王陵遺寶 : 新築開館展示. 國立公州博物館. NCID BA67686320

2001年発掘30周年記念展示
- Kungnip Kongju Pangmulgwan, ed (2001) (ko, en). Paekche samawang: Muryŏngwangrŭng palgul, kŭ hu 30-yŏn ŭi palchach'wi (King Sama of Baekje : Excavation of king Muryeong's tomb for 30 years achievements). ソウル: T'ongch'ŏn Munhwasa. OCLC 698528370

2011年10月8日–2012年1月29日(光州国立博物館)
- Yu, Hye-sŏn; Kang, Wŏn-p'yo; Ch'oe, Ki-ŭn; An, Min-ja (2011). Mahe, Phillip. ed. Muryŏng Wangnŭng ŭl kyŏngmul hada: Muryŏng Wangnŭng palgul 40-chunyŏn kinyŏm t'ŭkpyŏlchŏn (Investigation of things : the case of King Muryeong's tomb : special exhibition). 國立公州博物館 (Kungnip Kongju Pangmulgwan)